# マイルス・フィッツアラン＝ハワード (第17代ノーフォーク公爵)
第17代ノーフォーク公爵マイルス・フランシス・ステイプルトン・フィッツアラン＝ハワード（英語:  Miles Francis Stapleton Fitzalan-Howard, 17th Duke of Norfolk, KG, GCVO, CB, CBE, MC, DL、1915年7月21日 - 2002年6月24日）は、イギリスの陸軍軍人、政治家、地主、貴族。
ノーフォーク公爵家の分家であるグロソップのハワード男爵家の嫡男として生まれる。陸軍軍人としてキャリアを積み、少将まで昇進する。1971年に母から第12代バーモント男爵を継承し、1972年に父から第4代グロソップのハワード男爵を継承。さらに1975年には本家から第17代ノーフォーク公爵位を継承した。

## 経歴
1915年7月21日、後に第3代グロソップのハワード男爵となるバーナード・フィッツアラン＝ハワードとその妻第11代バーモント女男爵モネ（第10代バーモント男爵マイルス・ステイプルトンの娘）の間の長男として生まれる。グロソップのハワード男爵家は、第14代ノーフォーク公爵ヘンリー・フィッツアラン＝ハワードの弟エドワードを祖としており、ノーフォーク公爵家に最も血縁が近い分家であった。
オックスフォード大学クライスト・チャーチに進学。大学卒業後に陸軍に入隊し、第二次世界大戦に出征した。1940年のフランス防衛戦やダンケルクの撤退、1943年のシチリア上陸作戦や南イタリア戦線、1944年のノルマンディー上陸作戦などに参加した。
戦後は駐在武官としてアメリカ・ワシントンに滞在。1949年1月に少佐に昇進。1955年2月に中佐に昇進した。
その後、第二次中東戦争勃発までスエズ運河に駐留したが、開戦とともにBRIXMIS（ドイツ駐留ソ連軍イギリス軍事使節部隊）の長に転じ、ソビエト連邦に対するスパイ活動に励んだ。1958年4月に大佐に昇進。1961年から1963年にかけて独立直前の植民地ケニアに駐留し、スワヒリ語を習得するとともに黒人将校団の創設と育成に尽力した。1963年4月に准将に昇進。
1963年11月、ライン軍団第1師団のGOC（総司令官）に就任するとともに少将に昇進。ついで1966年1月に国防省情報部局長に就任したが、これを最終ポストにして1967年に陸軍から退役した。やや早めの退役であるが、襲爵に備えた処置と見られる。
1971年8月には母の死により第12代バーモント男爵を継承し、貴族院議員に列する。翌1972年8月には父の死により第4代グロソップのハワード男爵位を継承した。さらに1975年1月に本家の第16代ノーフォーク公爵バーナード・マーマデューク・フィッツアラン＝ハワードが男子なく死去したことで、第17代ノーフォーク公爵位とノーフォーク公爵家の世襲職軍務伯も継承した。
ノーフォーク公爵家の所有地は1966年の調査の段階では1万5000エーカーにまで減少していたが、ハワード男爵家当主マイルスがノーフォーク公爵家を相続したことで両家が統合されることになり、1976年の調査ではノーフォーク公爵家の土地はハワード男爵家の土地を含めて2万5000エーカーに増加している。
先代の意思によりアランデル城は独立トラストとして一般公開している。アランデル城とカールトン・タワーズの修復に力を注いだ。
1999年の貴族院改革で世襲貴族の議席が92議席に制限されたが、軍務伯は議席を保ち続けることになり、議席を維持した。
2002年6月24日にオックスフォードシャーのヘンリー＝オン＝テムズで死去。爵位は長男のエドワードが継承した。

## 栄典

### 爵位
1971年8月31日の母モネ・フィッツアラン＝ハワードの死去により以下の爵位を継承
- 第12代バーモント男爵（英語版） (12th Baron Beaumont)
(1309年3月4日の議会招集令状（英語版）によるイングランド貴族爵位)

1972年8月24日の父バーナード・エドワード・フィッツアラン＝ハワードの死去により以下の爵位を継承
- 第4代グロソップのハワード男爵 (4th Baron Howard of Glossop)
(1869年12月9日の勅許状による連合王国貴族爵位)

1975年1月31日の父のはとこバーナード・マーマデューク・フィッツアラン＝ハワードの死去により以下の爵位を継承した。
- 第17代ノーフォーク公爵　(17th Duke of Norfolk)
(1483年6月28日の勅許状によるイングランド貴族爵位)
- 第35代アランデル伯爵 (35th Earl of Arundel)
(1139年頃アランデル城所有によって創設されたイングランド貴族爵位)
- 第17代サリー伯爵 (17th Earl of Surrey)
(1483年6月28日の勅許状によるイングランド貴族爵位)
- 第15代ノーフォーク伯爵 (13th Earl of Norfolk)
(1644年6月6日の勅許状によるイングランド貴族爵位)
- 第25代マルトレイヴァース男爵 (25th Baron Maltravers)
(1330年6月5日の議会招集令状によるイングランド貴族爵位)
- 第15代フィッツアラン＝クラン＝オズワルデスタ男爵 (15th Baron FitzAlan, Clun and Oswaldestre)
(1627年の議会法によるイングランド貴族爵位)

### 勲章
- 1944年、ミリタリー・クロス（英語版）[16]
- 1960年、バス勲章コンパニオン（CB）[3]
- 1966年、大英帝国勲章コマンダー（CBE）[3]
- 1983年、ガーター勲章ナイト（KG）[3]
- 1986年、ロイヤル・ヴィクトリア勲章ナイト・グランド・クロス（GCVO）[3]
- 2000年、ロイヤル・ヴィクトリア頸飾[3]

## 家族
駐在武官としてワシントンに勤務していたころの1949年にと結婚。彼女は第一次世界大戦のエースパイロットの娘であった。彼女との間に以下の5子を儲ける。
- 第1子（長女）テッサ・メアリー・イザベル・フィッツアラン＝ハワード (1950-) ： 第5代バルフォア伯爵ロデリック・バルフォアと結婚
- 第2子（次女）カリーナ・メアリー・フィッツアラン＝ハワード (1952-) ： テレビ司会者デービッド・フロストと結婚
- 第3子（三女）マーシャ・メアリー・ジョゼフィン・フィッツアラン＝ハワード（英語版） (1953-) ： 女優。俳優のパトリック・ライッカート（英語版）と結婚
- 第4子（長男）エドワード・ウィリアム・フィッツアラン＝ハワード (1956-)  ： 第18代ノーフォーク公爵位を継承
- 第5子（次男）ジェラルド・バーナード・フィッツアラン＝ハワード (1962-)